# Vincent Tibaut
Vincent Tibaut est un facteur français de clavecins établi à Toulouse.

## Biographie
Fils de Jean Tibaut, maître charpentier à Nantes, il est né à Coyron vers 1647. En 1673 il obtient son brevet de menuisier à Toulouse où il s'établit. Il y travaille comme ébéniste et facteur de clavecins : les documents d'époque ne font référence qu'à son métier de menuisier et ébéniste. Il meurt en décembre 1691, laissant une veuve (sa seconde épouse) avec trois enfants en très bas âge et quatre enfants issus d'un premier lit.
C'est un des très rares facteurs français du XVIIe siècle dont subsistent plusieurs instruments : ceux de Vincent Tibaut sont au nombre de trois.

## Les clavecins
Les trois clavecins de Vincent Tibaut ont en commun d'avoir une caisse sans décoration peinte, mais dont la menuiserie (caisse en noyer) est très soignée et, pour deux d'entre eux, (1679 et 1681) complétée, notamment à l'intérieur, par un travail de marqueterie raffinée. Tous trois sont à double clavier.   
Le clavecin de 1679 est exposé au Musée des instruments de musique de Bruxelles. À l'extrémité de chacun des claviers sont placées des sculptures figurant des lions. L'étendue est de quatre octaves et demi (Sol à Do). Les marches sont en ébène avec des fronts de touches sculptés en motif trilobé, et les feintes en os massif. La disposition est 2x8', 1x4'. La barre de nom porte l'inscription Fait par moy, Vincent Tibaut A Tolose 1679. Le piétement est à huit pieds torsadés reliés par une ceinture basse d'entretoises chantournées,.
Le clavecin de 1681 fait partie de la collection privée de Yannick Guillou. Il est très comparable au précédent, y compris quant au piétement (illustration dans le livre de Claude Mercier-Ythier). La barre de nom porte l'inscription Fait par Vincent Tibaut A Tolose 1681.
Le clavecin de 1691 est au Musée de la musique à Paris. Contrairement aux deux précédents, il est dans son état d'origine (mais dégradé par un très long séjour dans un grenier) et n'est pas restauré afin de ne pas faire disparaître des informations relatives à la facture de l'époque. La barre de nom porte l'inscription Vincent Tibaut A Tolose 1691.

## Discographie
- Jean-Nicolas Geoffroy, Suites en fa mineur et en ut mineur ; Louis Couperin, Suite en fa majeur - Colin Tilney, clavecin Vincent Tibaut, 1681 (6-9 décembre 1977, coll. « Reflexe » EMI Electrola 8 26514 2) (OCLC 605685082)
- Louis Couperin, Pièces pour clavessin - Laurent Stewart, clavecin Vincent Tibaut, 1681 (4/7 septembre 1995, Verany) (OCLC 38950052)
- Jacques Champion de Chambonnières, pièces de clavecin - Françoise Lengellé, clavecin de Vincent Tibaut, Toulouse, 1681 (2003, Pan Classics BC4066) (OCLC 718541795)
- Gaspard Le Roux, Pièces de clavessins - Bibiane Lapointe, Thierry Maeder, clavecin signé « D.F. » et clavecin de Vincent Tibaut 1681 (2006, Verany PV706051)[3]

Sur des copies
- Jean-Henry d'Anglebert, Pièces de clavecin & airs d'après M. de Lully - Céline Frisch, clavecin Émile Jobin d'après Vincent Tibaut ; Café Zimmermann (juillet 2004, 2CD Alpha 074) (OCLC 909666056)